# 王耀华 (1942年)
王耀华（1942年1月—），男，福建人，中国音乐理论家、音乐教育家，曾任福建省政协副主席，中国民主同盟中央委员会常务委员，第七、八届全国人大代表，第九、十届全国政协委员。